# Melt-Banana

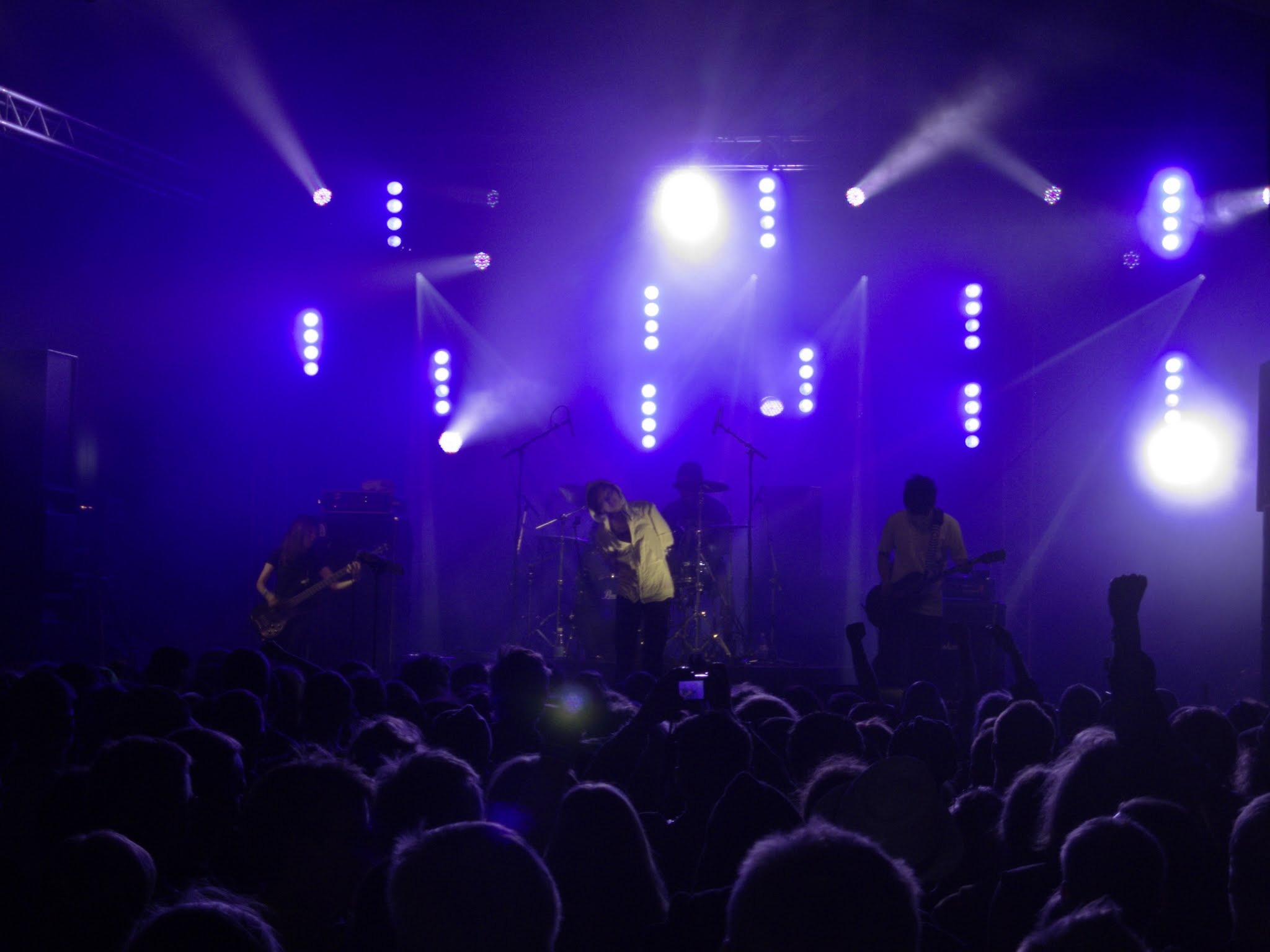
Melt-Banana 2011

Melt-Banana är ett japanskt noiserock-band. De bildades 1992 i Tokyo bestående av Yasuko Onuki (YaKo) på sång, Ichirou Agata på gitarr, Rika Hamamoto på bas och Toshiaki Sudoh på trummor. Sudoh har nu lämnat gruppen och de använder sig av växlande trummisar. De har släppt åtta album och 23 EP varav 19 split-EP med andra grupper. Deras första album Speak Squeak Creak från 1994 producerades av Steve Albini och de har också släppt ett livealbum producerat av John Zorn och en singelsamling med singlarna mellan 1994 och 1999.

## Album
- Speak Squeak Creak (1994)
- Cactuses Come In Flocks (1994)
- Scratch or Stitch (1995)
- Charlie (1998)
- MxBx 1998/13,000 Miles at Light Velocity (1999)
- Teeny Shiny (2000)
- Cell-Scape(2003)
- 13 Hedgehogs (2005) (singelsamling)
- Bambi's Dilemma (2007)
- Melt-Banana Lite Live Ver 0.0 (2009)
- Fetch (2013)